# Väsjön
Väsjön är en sjö i Sollentuna kommun i Uppland som ingår i Åkerström-Norrströms kustområde. Sjön har en area på 0,117 kvadratkilometer, är 2,35 meter djup  och ligger 17,9 meter över havet. Vid provfiske har bland annat abborre, gädda, mört och sarv fångats i sjön.
Den avvattnas till Mälaren via bland annat Norrviken och Edssjön.
Sjön är belägen intill Väsjöbacken och har två badplatser.

## Fisk
Vid provfiske har följande fisk fångats i sjön:
- Abborre
- Gädda
- Mört
- Sarv
- Sutare

## Delavrinningsområde
Väsjön ingår i delavrinningsområde (659476-162299) som SMHI kallar för Inloppet i Rösjön. Medelhöjden är 30 meter över havet och ytan är 2,08 kvadratkilometer. Det finns inga avrinningsområden uppströms utan avrinningsområdet är högsta punkten. Vattendraget som avvattnar avrinningsområdet har biflödesordning 5, vilket innebär att vattnet flödar genom totalt 5 vattendrag innan det når havet efter 70 kilometer. Avrinningsområdet består mestadels av skog (62 procent). Avrinningsområdet har 0,43 kvadratkilometer vattenytor vilket ger det en sjöprocent på 7,5 procent. Bebyggelsen i området täcker en yta av 1,26 kvadratkilometer eller 22 procent av avrinningsområdet.